# Runaway Baby
"Runaway Baby" là một ca khúc của nam ca sĩ/nhạc sĩ người Mỹ Bruno Mars, xuất hiện trong album phòng thu đầu tay của anh, Doo-Wops & Hooligans. Ca khúc được sáng tác bởi Bruno Mars, Brody Brown và được sản xuất bởi The Smeezingtons. Sau khi Bruno Mars biểu diễn ca khúc tại The X Factor (Anh) vào 30 tháng 10 năm 2012, ca khúc đạt được vị trí thứ 19 trên bảng xếp hạng UK Singles Chart cùng ngày. "Runaway Baby" ngoài ra cũng được chọn làm ca khúc mở đầu cho bộ phim Friends with Benefits.

## Biểu diễn
Mars đã biểu diễn "Runaway Baby" mở màn cho Giải Grammy lần thứ 54 với những điệu nhảy rất đẹp mắt.

## Danh sách ca khúc
1. "Runaway Baby" - 2:27

## Xếp hạng
| Bảng xếp hạng (2011-12)         | Vị trí cao nhất |
| ------------------------------- | --------------- |
| Canada (Canadian Hot 100)       | 66              |
| New Zealand (Recorded Music NZ) | 35              |
| Scotland (OCC)                  | 18              |
| Anh Quốc R&B (OCC)              | 5               |
| Anh Quốc (OCC)                  | 19              |
| Hoa Kỳ Billboard Hot 100        | 50              |